# W井上
W井上（ダブルいのうえ）は、当時全日本女子プロレス所属の井上京子、井上貴子のタッグチーム名である。

## 結成までの経緯、特徴
当時、獄門党を事実上解散し、シングルプレイヤーとして売り出し中の井上京子とベビーフェイスとして君臨していた井上貴子が同じ苗字で組ましてみようと言うことで、タッグを組んだ。
彼女らのチームワーク、ファイトスタイルは、明るく楽しくをモットーとしたエンターテイメント性重視な試合内容とベテランに裏打ちされた堅実な試合運びは、対抗戦時代でブームを迎えた90年代の女子プロレスを代表するタッグチームとなった。
第99代WWWAタッグ王者となった彼女らは、「私らが幾ら防衛しても100代王者にはならないんだよ！」と王座を返上、トーナメント戦での王座決定戦に挑み、優勝。記念すべき第100代WWWAタッグ王者になった。
それぞれが全女を退団し、活動は一時休止したがフリーランスになり現在は組まれたら組むと言う形で幾度か復活している。
二人の連携必殺技に、コーナーに背を向けた京子が相手をカナディアンバックブリーカーで担ぎ上げ、コーナー最上段に登った貴子が持ち上げられた相手の喉を右手で鷲掴みにする。そして貴子がリングにジャンプすると同時に京子が尻餅をつき、相手を豪快にマットに叩きつける、「デンジャラスジャッキー」がある。実況アナはこの技が決まったら、「ナーイス!ジャッキー!」と言わされていた。